# 박정후 (야구 선수)
박정후(1959년 12월 22일~)는 롯데 자이언츠, 삼미/청보에서 뛰었던 전 야구선수다.

## 롯데 자이언츠 시절
1983년 1차 지명으로 입단했으나 3경기 15.19의 평균자책점으로 부진했다.

## 삼미 슈퍼스타즈/청보 핀토스 시절
1983년 11월 17일, 트레이드로 삼미에 입단했다. 1984 시즌, 선발진의 한 축을 맡으며 팀이 어려운 와중에도 31경기 5승 11패 3.50의 평균자책점을 기록하며 활약했다. 그러나 1985 시즌에는 시력에 이상이 생겨 16경기 3패 1세이브 6.98의 평균자책점을 기록하고 은퇴했다.

## 출신 학교
- 대신중학교
- 경남고등학교
- 동아대학교